# 海印石
海印石指古时广州珠江中的一块巨型礁石。由红色砂岩和砂砾岩构成，为海蚀平台地貌，形似印章而得名海印石。与浮丘石、海珠石并称为羊城三石。原址在今广九大马路一带。

## 历史
海印石是珠江上的一块大礁石，四面环水，因所处位置较低，涨潮时会被波浪卷淹一半。
明朝万历十一年（1583年），广州知府郭师古在石上建海印阁，供游人登楼观赏珠江景色，后改建为京观楼。清顺治五年（1648年），李成栋在广州倒戈反清，并在东西两翼城外修筑炮台，东炮台（又称为“东定炮台”或“东水炮台”）就位于海印石上，成为江防要地。林则徐到广州禁烟时，曾在东炮台销毁缴获的部分鸦片。鸦片战争时期，东炮台曾被英军攻占。
清末，随着泥沙淤积，海印石与东北面的筑横沙连成一体，成为珠江北岸、东濠东岸陆地的一部分。海印石被埋入地下，1918年，建成广九大马路。1988年12月建成的海印大桥即因位于此石附近而得名。1991年，海印大桥南端建海印公园。2010年，海印大桥北端的林则徐纪念园建成开放。